# Liberté de réunion

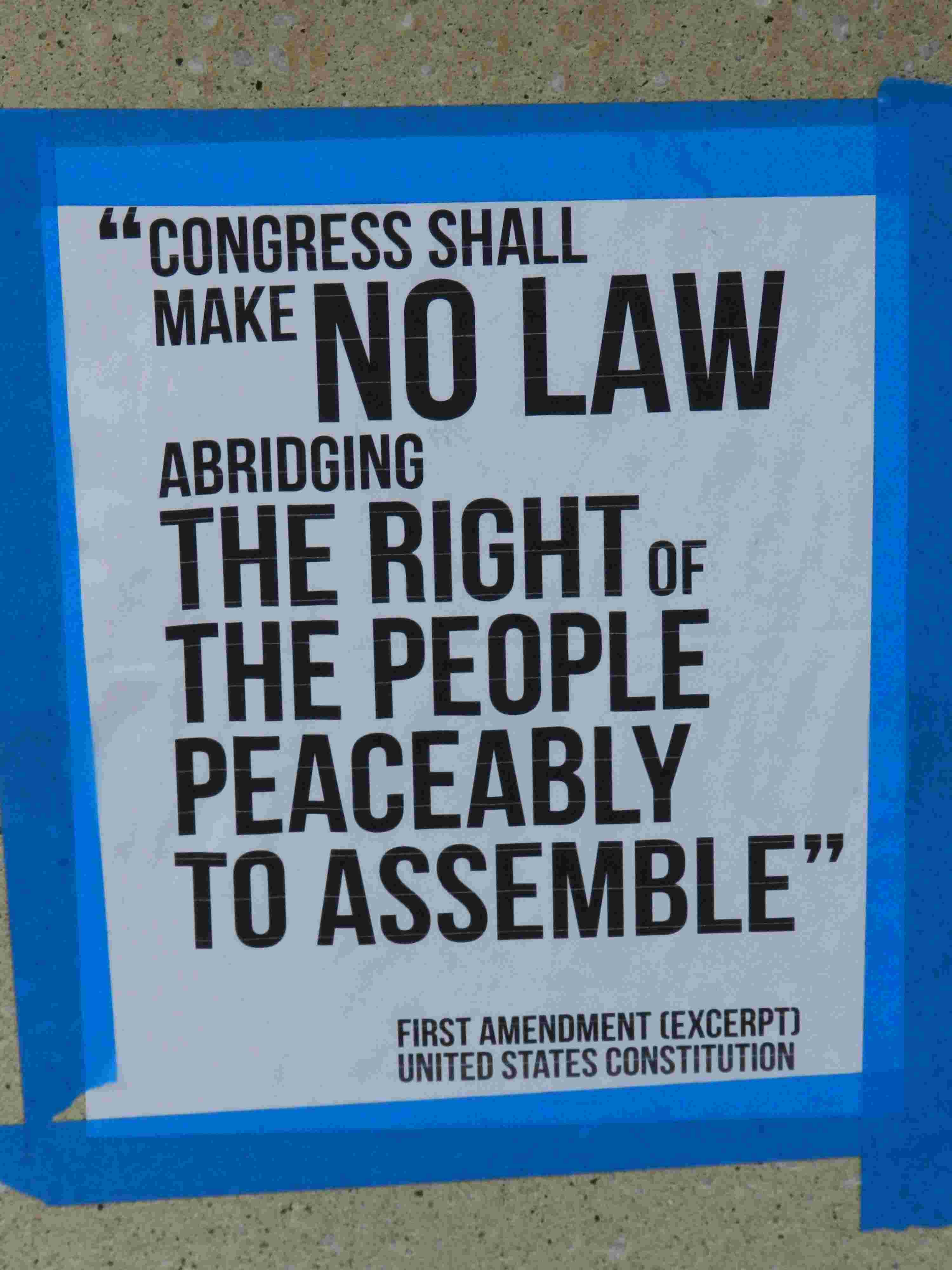
Affiche du mouvement protestataire Occupy citant un extrait du 1er amendement à la Constitution des États-Unis, qui garantit le droit de réunion (2011).

La liberté de réunion ou droit de réunion est une liberté publique et politique généralement considérée comme fondamentale et en vertu de laquelle un groupe de personnes a la possibilité de se réunir temporairement en un même lieu, de façon pacifique et sans armes, dans toute finalité licite et conforme à la loi. Elle est mentionnée dans l'article 20 de la Déclaration universelle des droits de l'homme et dans l'article 21 du Pacte international relatif aux droits civils et politiques.
Dans de nombreux pays, l’exécutif se réserve le droit d’interdire certaines réunions, notamment en prévision de trouble à l'ordre public ou d'atteinte aux personnes et aux biens, ce qui est susceptible d’être interprété comme une forme de censure.

## Accords internationaux
Le droit de réunion est par ailleurs stipulé par un certain nombre d'accords internationaux :
- Déclaration universelle des droits de l'homme – article 20 : « Toute personne a droit à la liberté de réunion et d’association pacifiques »[1] ;
- Pacte international relatif aux droits civils et politiques – article 21 : « Le droit de réunion pacifique est reconnu »[2] ;
- Convention européenne des droits de l'homme – article 11 : « Toute personne a droit à la liberté de réunion pacifique »[3] ;
- Convention américaine relative aux droits de l'homme – article 15 : « Le droit de réunion pacifique et sans armes est reconnu »[4].

## Par pays

### États-Unis
Le Premier amendement de la Constitution des États-Unis garantit explicitement « le droit des gens à s’assembler paisiblement, et à adresser des pétitions au gouvernement pour redresser des torts » (the right of the people peaceably to assemble, and to petition the Government for a redress of grievances). Le mouvement Occupy a cependant mis en lumière les difficultés d'application de ce droit.

### Suisse
En Suisse, le Tribunal fédéral avait élevé la liberté de réunion comme principe de droit fédéral non écrit en 1970. Depuis 2000, la Constitution fédérale prévoit que « La liberté de réunion est garantie. Toute personne a le droit d’organiser des réunions, d’y prendre part ou non » (article 22).

### Autres pays
- Allemagne : art. 8 de la Loi fondamentale de la République fédérale d'Allemagne
- Belgique : article 26 de la Constitution.
- Canada : le § 2 de la Charte canadienne des droits et libertés est partie intégrante de la Loi constitutionnelle de 1982
- Espagne : article 21 de la Constitution espagnole de 1978
- Haïti : préambule et article 31 de la Constitution de 1987
- Hong Kong : Hong Kong Basic Law, section 27.
- Inde : Fundamental Rights in India.
- République d'Irlande : garanti par l'article 40.6.1 de la Constitution de l'Irlande.
- Japon : article 21 de la Constitution du Japon.
- Macao : article 27 du Macau Basic Law.
- République sud-africaine : article 17 du South Africa Bill of Rights.
- Fédération de Russie : la liberté de réunion est en théorie garantie par l'article 31 de la Constitution de la fédération de Russie ; mais les abus policiers ont suscité l’initiative populaire Stratégie-31, qui depuis le 31 juillet 2009 organise des manifestations à Moscou sur la place Trioumfalnaïa à 18 h le dernier jour de chaque mois de 31 jours.
- Turquie : les articles 33 et 34 de la Constitution turque de 1982 garantissent la liberté d'association et de réunion.
- Taïwan (république de Chine) : l'article 14 garantit la liberté d'association et de réunion.
- Bangladesh : les articles 37 et 38 de la Constitution du Bangladesh garantissent la liberté d'association et de réunion[8].
- Indonésie : Loi no 9 de 1998 sur la liberté de réunion (Kemerdekaan mengungkapkan pendapat di muka umum).